# Pedro Matos
Pedro Victor Colares Gomes de Matos (Fortaleza, 21 de agosto de 1992) é um advogado, professor e político brasileiro. Atualmente exerce o cargo de Deputado estadual do Ceará, tendo assumido o mandato em 26 de junho de 2025 como suplente da deputada Doutora Silvana (PL), licenciada por 120 dias.
É filiado ao Avante, partido pelo qual foi reeleito vereador de Fortaleza em 2024, com 8.868 votos. Apesar de ter sido eleito suplente pelo PL em 2022, permanece no Avante, que passou a ter dois representantes na Assembleia Legislativa do Ceará (Alece).

## Formação e carreira
Pedro Matos é graduado em Direito pela Universidade de Fortaleza (Unifor), com especializações em Direito Empresarial pela Fundação Getulio Vargas (FGV) e em Direito Eleitoral pela Unifor. É mestrando em Administração Pública pelo Instituto Superior de Ciências Sociais e Políticas da Universidade de Lisboa e em Direito pelo Instituto Educainter.
Aos 21 anos, fundou o Instituto Inovar, organização não governamental voltada para o desenvolvimento de soluções práticas para problemas sociais. É egresso do RenovaBR e participou de capacitações em instituições como Insper e FIPE, com foco em desenvolvimento social e econômico.
Atuou como chefe de gabinete na Secretaria Nacional de Assuntos Federativos, contribuindo para a liberação de recursos a municípios do Ceará. Também lecionou Direito Constitucional e Administrativo em instituições de ensino superior. É sócio-fundador do escritório Asfor, Gomes de Matos, com atuação nas áreas de Direito Tributário, Empresarial e Administrativo, e integra a Comissão Nacional de Direito Eleitoral da Ordem dos Advogados do Brasil (OAB).

## Atuação política
Pedro Matos foi eleito vereador de Fortaleza pela primeira vez em 2020 e reeleito em 2024. Na Câmara Municipal de Fortaleza, adotou o lema "Educar, Empreender e Incluir", com foco em educação de qualidade, incentivo ao empreendedorismo e inclusão social. É autor de mais de sete leis aprovadas, além de cerca de 100 projetos de indicação e 200 requerimentos.
Presidiu a Comissão de Desenvolvimento Econômico e a Comissão Parlamentar de Inquérito (CPI) que investigou a atuação da empresa Enel no Ceará.
Na Alece, passou a integrar o bloco de oposição ao governo estadual, com discurso de “oposição propositiva”. Em sua posse, homenageou o pai, o ex-deputado federal Raimundo  Matos, e afirmou que pretende atuar com foco em educação, saúde e desenvolvimento econômico.